# Louis Perrée
Louis Léonce Théophile Perrée (Párizs 3. kerülete vagy Saint-Josse-ten-Noode, 1871. március 25. – Ivry-la-Bataille vagy Párizs, 1924. március 1.) olimpiai ezüstérmes francia párbajtőrvívó.